# Liborio Solís
Liborio Solís Marturet (* 21. März 1982 in Maracay, Venezuela) ist ein venezolanischer Boxer im Superfliegengewicht.

## Profikarriere
Im Jahre 2000 begann er erfolgreich seine Profikarriere. Am 6. Mai 2013 boxte er gegen Kōhei Kōno um den Weltmeistertitel des Verbandes WBA und siegte durch Mehrheitsentscheidung. Diesen Titel hielt er bis Dezember desselben Jahres. Solís’ Kampfbilanz beträgt Ende November 2015 bei 22 Siegen 3 Niederlagen.